# Торі Белечі
Торі Белечі (30 жовтня 1970, Монтерей) — американський телеведучий, модельєр, конструктор і виготовлювач моделей, що використовуються, в тому числі, в кіно. Відомий своєю участю в телепередачі «Руйнівники міфів» на каналі «Діскавері». Він також працював з Industrial Light & Magic (американська компанія, що займається створенням візуальних ефектів до кінофільмів) над фільмами, такими як: «Зоряні війни. Епізод I. Прихована загроза» і «Зоряні війни. Епізод II. Атака клонів»: деякі частини лінкорів конфедерації та свупів створені Торі.

## Перші аматорські наукові експерименти
Белечі має великий досвід роботи з вогнем і вибуховими речовинами. У ранньому віці його батько показав йому як робити коктейль Молотова. Пізніше він створив те, що було по суті саморобним вогнеметом. Пристрій зумовив проблеми, коли Белечі випадково підпалив частину свого будинку. Коли йому було 19, його мало не заарештували через домашню саморобну бомбу біля будинку його батьків в Сісайд, Каліфорнія. Офіцер закликав молодого Белечі знайти такий спосіб виражати свою любов до вибухів і спецефектів, який би був не пов'язаний з накладанням арешту.

## Рання професійна кар'єра
Белечі зацікавився індустрією спецефектів після виконання доповіді про спецефекти у фільмах тоді, коли навчався у середній школі. У 1994 році, після закінчення кіношколи Університету штату в Сан-Франциско, він почав працювати з Джеймі Гайнеманом на невеликій виробничій компанії М5 Індастріз (M5 Industries). Белечі працював спочатку помічником режисера, був хлопчиком на побігеньках і займався прибиранням майстерні, але швидко піднявся кар'єрними сходами. Кілька років по тому він почав працювати в Industrial Light and Magic (ILM — студія спецефектів, створена Джорджем Лукасом).
Белечі працював в ILM протягом восьми років виготівником моделей, скульптором і художником. Белечі почав роботу на каналі «Діскавері» в телепередачі «Руйнівники міфів» в 2003 році, працюючи за сценою. На екрані він з'явився у другому сезоні у складі «команди юніорів» (англ. build team, «підмайстри», «молода команда» в різних варіантах перекладу передачі), а в титрах його стали згадувати починаючи з третього сезону. У 2005 році він переконав свого товариша, ветерана ILM Гранта Імахару брати участь у передачі, після виходу з оригінального акторського складу Скотті Чепмен.

## Робота в кіноіндустрії
Брав участь у роботі над фільмами:
- Матриця (вся трилогія);
- Ван Хелсінг;
- Зоряний десант;
- У пошуках Галактики;
- Двохсотлітня людина;
- Пітер Пен (2003).[4]

Крім того, Белечі знімав короткометражні фільми за власними сценаріями: у 1999 році його короткометражка «Sand Trooper» була представлена на кінофестивалі «Сламденс» (Slamdance Film Fesitval), а також була показана на американському кабельному каналі «Sci Fi Channel».

## Робота надРуйнівниками міфів
Його колеги по «команді юніорів» — Кері Байрон і Грант Імахара часто перекладають на Торі найбільш небезпечну частину перевірки міфу. Саме він входив в загороду з биком у червоному спортивному костюмі («Руйнівники легенд (6 сезон). Бик і червона ганчірка»), або лизав замерзлу металеву жердину («Руйнівники міфів: спеціальні випуски. Спецвипуск 12. Снігові міфи»). Він перевіряв міф «чи зможете ви залишатися під водою протягом години, дихаючи через трубку?» в епізоді «Міфи фільмів про ніндзя 2».
Одним із його найбільш популярних трюків, що показувався кілька разів в шоу, була спроба перестрибнути через іграшковий візок на велосипеді; спроба не вдалася, в результаті Белечі «полетів» вперед і приземлився на обличчя. Через виконання таких трюків він часто потрапляє в смішні нещасні випадки під час тестування міфів. Відповідно до епізоду «Руйнівників міфів» за 28 жовтня 2012 року він страждає від акрофобії.
21 серпня 2014 року було оголошено, що Белечі разом з зірками «Руйнівників міфів» Байрон та Імахарою покине програму.

## Гуманітарна робота
Під час перерви в «Руйнівниках міфів» у 2010 році Белечі знайшов час, щоб відвідати Гаїті. Він побував у дитячих будинках та встановлював системи чистої води з «Life Giving Force», некомерційною організацією, що займається забезпеченням чистою водою громад, які цього потребують. Він повідомив, що поїздка зробила глибокий вплив на нього, і що він захоплюється стійкістю гаїтянського народу.